# Rhamphosipyloidea gorkomi
Rhamphosipyloidea gorkomi är en insektsart som först beskrevs av Hausleithner 1990.  Rhamphosipyloidea gorkomi ingår i släktet Rhamphosipyloidea och familjen Diapheromeridae. Inga underarter finns listade i Catalogue of Life.